# Kevin Hulsmans
Kevin Hulsmans,  né le 11 avril 1978 à Lommel, est un coureur cycliste et directeur sportif belge.

## Biographie
En 1999, Kevin Hulsmans remporte le Tour des Flandres espoirs, le Circuit Het Nieuwsblad espoirs, Gand-Ypres, Bruxelles-Opwijk, et reçoit en fin d'année Vélo de cristal du meilleur jeune cycliste belge de l'année. Il est actuellement directeur sportif de l'équipe Crelan-Vastgoedservice.
Il devient professionnel chez Quick Step-Innergetic en 2000. Il remporte dès sa première année professionnelle une victoire d'étape sur le Tour de Basse Saxe. En 2002, il termine sixième du Het Volk, prouvant ses dispositions pour les courses flamandes, et remporte une étape du Circuit franco-belge. Dans les années qui suivent, il joue essentiellement un rôle d'équipier pour Tom Boonen, mais confirme ses qualités sur les pavés, terminant 15e de Paris-Roubaix en 2005, puis septième des Trois Jours de La Panne en 2007. Il termine également cinquième du Prix national de clôture la même année. 
En septembre 2014, il chute lors du Circuit du Houtland et doit subir une opération du poignet qui le prive de la fin de saison. Il est à nouveau opéré du poignet le 23 janvier 2015, à la suite de problèmes liés à la précédente opération. 
En juin 2015, il annonce son intention de mettre fin à sa carrière de coureur à l'issue du Critérium de Lommel, fin juillet. Il devient en septembre directeur sportif de l'équipe Vastgoedservice-Golden Palace. Il apparaît brièvement dans le rôle de Filippo Simeoni pour le film The Program, retraçant les faits de dopage commis par le coureur cycliste américain Lance Armstrong.
Son fils aîné Senne est lui aussi coureur cycliste. 

## Palmarès

### Palmarès amateur
- 1999
  - Bruxelles-Opwijk
  - Gand-Ypres
  - Tour des Flandres espoirs
  - 3e étape du Tour du Limbourg amateurs
  - 3e étape du Triptyque ardennais
  - Circuit Het Volk espoirs
  - 3e de la Flèche ardennaise

### Palmarès professionnel
- 2000
  - 9e étape du Tour de Basse-Saxe
  - 2e du Trofej Plava Laguna 2
- 2002
  - 1re étape du Circuit franco-belge
- 2008
  - 1re étape du Tour du Qatar (contre-la-montre par équipes)

## Résultats sur les grands tours

### Tour de France
1 participation
- 2005 : hors délais (11e étape)

### Tour d'Italie
1 participation 
- 2009 : 98e

### Tour d'Espagne
3 participations
- 2004 : 104e
- 2006 : 95e
- 2007 : 116e

## Distinctions
- Vélo de cristal du meilleur jeune belge : 1999
- Vélo de cristal du meilleur équipier : 2005